# 俄里
俄里 （俄语：верста，羅馬化：versta，複數形式為，羅馬化：vyorsty）是昔日俄羅斯使用的一種長度單位，下分為500沙繩（сажень）。一俄里即1.0668公里，或0.6629英里。另有「邊界俄里」（Межевая верста），為俄里之兩倍。蘇聯政府於1924年廢除舊俄制量測單位，改使用公制。